# Alnetoidia sudzuchenica
Alnetoidia sudzuchenica är en insektsart som först beskrevs av Anufriev 1971.  Alnetoidia sudzuchenica ingår i släktet Alnetoidia och familjen dvärgstritar. Inga underarter finns listade i Catalogue of Life.